# Anillinus sinuaticolis
Anillinus sinuaticolis är en skalbaggsart som beskrevs av René Gabriel Jeannel. Anillinus sinuaticolis ingår i släktet Anillinus och familjen jordlöpare. Inga underarter finns listade i Catalogue of Life.